# 三学士伝
『三学士伝』（さんがくしでん、朝鮮語: 삼학사전）は、1671年に宋時烈によって編纂された伝記。1637年の丙子の乱の際、仁祖が漢江南岸の三田洞にある清王朝軍本営に出向き、ホンタイジが天子であることを三跪九叩頭の礼によって認めることを、臣下の面前で屈辱的におこない、臣従を誓わせられ、屈辱的な三田渡の盟約を余儀なくされると、清王朝を蛮夷だとして、最後まで主戦論を主張したことから、斥和臣として捕えられ、瀋陽で打ち首にされた呉達済、尹集、洪翼漢の三学士の事績を顕彰している。

## 概要
呉達済、尹集、洪翼漢の三学士の思想は、明王朝に対する慕華、忠君思想が根幹をなしている。洪翼漢は、著書『尊周彙編』において、「列聖相承，世藩職修，事大一心（先祖代々から中華の藩屏として仕え、強大な主君に一意専心仕えるのみ）」と主張している。要するに、中華の天子へ忠実に諸侯の礼を尽くしてきたということであり、中華帝国からすれば、この「千年属国」の朝鮮こそがもっとも忠実な模範属国であり、執拗に抵抗し、ひとすじ縄ではいかないベトナムに比べれば、まさしく「礼儀の国」そのものであった。

## 執筆の経緯
1644年、明王朝が滅亡、明王朝の最後の皇帝である崇禎帝を自殺に追い込んだ李自成を逐って清王朝が北京に入場したことは、朝鮮の両班にとっては驚愕すべき大事件だった。清王朝を建国した女真は朝鮮では、「野人」と呼ばれ、南の「倭」とともに野蛮な夷狄として侮蔑していた。朝鮮は、そのような「倭」と「野人」によって相次いで攻撃を受ける。すなわち、「壬辰倭乱」と「丙子胡乱」である。「壬辰倭乱」は、明王朝の援軍によって倭軍を撃退したものの、「丙子胡乱」は屈辱的な結果をもたらした。1637年1月30日、仁祖が漢江南岸の三田洞にある清王朝軍本営に出向き、設けられた受降壇で、ホンタイジが天子であることを三跪九叩頭の礼によって認めることを、臣下の面前で屈辱的におこない、臣従を誓わせられ、屈辱的な三田渡の盟約を余儀なくされた。朝鮮では、清王朝が支配する中国はもはや中華文明が消滅した「腥穢讐域（生臭く汚れた仇敵の地）」であり、大中華である明王朝が消滅したことにより、地上に存在する中華は朝鮮のみとみて、朝鮮の両班は自国を「小華」「小中華」と自称し、中華文明の正統継承者は朝鮮であるという強い誇りをもつようになる。朝鮮と清王朝は君臣事大関係にあったため、朝鮮から朝鮮燕行使が派遣され、年号も公的には清王朝の年号を用いなければならなかった（朝鮮の両班は、私的な書簡や墓誌などでは、明王朝崇禎帝の年号である崇禎紀元を19世紀末まで使い続けた）。そのような折、1671年に宋時烈が中華の天子への忠実な諸侯の礼を尽くし、中華帝国のもっとも忠実な模範属国としての「礼儀の国」を具現化した三学士の事績を顕彰し、『三学士伝』を著わした。

## 三学士の顕節祠
世界遺産となっている南漢山城には、三学士を祀った顕節祠が設けられている。顕節祠は、1671年に宋時烈が『三学士伝』を著して三学士の事績を顕彰したことなどを受けて、1681年に建設された。